# NoitaminA
noitaminA (ノイタミナ?), ovvero la parola inglese Animation ("animazione") scritta al contrario, è un contenitore della rete televisiva giapponese Fuji TV, all'interno del quale vengono trasmesse serie di anime. Va in onda ogni giovedì notte, ovvero nelle prime ore del venerdì.
Fu creato nel 2005, iniziando a trasmettere Honey and Clover, che iniziò il 14 aprile, con l'intenzione di avvicinare agli anime una fascia demografica più ampia di quella abituale, composta da giovani maschi adulti.
Fino al 30 dicembre 2010 andava in onda dalle 00:45 all'1:15, ma dal 13 gennaio 2011 va in onda dalle 00:45 all'1:45, trasmettendo due anime invece che uno. Da aprile 2015 ritorna a trasmettere un solo anime e quindi riducendo la durata del blocco a solo mezz'ora di durata. È momentaneamente tornata a un'ora di durata tra gennaio e marzo 2021.

## Serie trasmesse
| Nº | Titolo                                        | Periodo di trasmissione | Episodi       | Studio                                 |
| -- | --------------------------------------------- | ----------------------- | ------------- | -------------------------------------- |
| 1  | Honey and Clover                              | 14/04/2005 ~ 26/09/2005 | 24            | J.C.Staff                              |
| 2  | Paradise Kiss                                 | 13/10/2005 ~ 30/12/2005 | 12            | Madhouse                               |
| 3  | Ayakashi: Japanese Classic Horror             | 13/01/2006 ~ 24/03/2006 | 11            | Toei Animation                         |
| 4  | Jū ō sei                                      | 13/04/2006 ~ 22/06/2006 | 11            | Bones                                  |
| 5  | Honey and Clover II                           | 29/06/2006 ~ 14/09/2006 | 12            | J.C.Staff                              |
| 6  | Hataraki Man                                  | 12/10/2006 ~ 21/12/2006 | 11            | Gallop                                 |
| 7  | Nodame Cantabile                              | 11/01/2007 ~ 28/06/2007 | 23            | J.C.Staff                              |
| 8  | Mononoke                                      | 12/07/2007 ~ 09/09/2007 | 12            | Toei Animation                         |
| 9  | Moyashimon                                    | 11/10/2007 ~ 21/12/2007 | 11            | Shirogumi - Telecom Animation Film     |
| 10 | Hakaba Kitarō                                 | 10/01/2008 ~ 21/03/2008 | 11            | Toei Animation                         |
| 11 | Toshokan sensō                                | 12/04/2008 ~ 26/06/2008 | 12            | Production I.G                         |
| 12 | Antique Bakery                                | 03/07/2008 ~ 18/09/2008 | 12            | Nippon Animation - Shirogumi           |
| 13 | Nodame Cantabile Paris hen                    | 09/10/2008 ~ 18/12/2008 | 11            | J.C.Staff                              |
| 14 | Genji Monogatari Sennenki                     | 15/01/2009 ~ 26/03/2009 | 11            | TMS Entertainment - Tezuka Productions |
| 15 | Higashi no Eden                               | 09/04/2009 ~ 18/06/2009 | 11            | Production I.G                         |
| 16 | Tokyo Magnitude 8.0                           | 09/07/2009 ~ 17/09/2009 | 11            | Bones - Kinema Citrus                  |
| 17 | Kūchū Buranko                                 | 15/10/2009 ~ 24/12/2009 | 11            | Toei Animation                         |
| 18 | Nodame Cantabile Finale                       | 14/01/2010 ~ 25/03/2010 | 11            | J.C.Staff                              |
| 19 | Saraiya Goyō                                  | 15/04/2010 ~ 01/07/2010 | 12            | Manglobe                               |
| 20 | The Tatami Galaxy                             | 22/04/2010 ~ 01/07/2010 | 11            | Madhouse                               |
| 21 | Moyashimon (telefilm)                         | 08/07/2010 ~ 16/09/2010 | 11            | Shirogumi                              |
| 22 | Shi ki                                        | 08/07/2010 ~ 30/12/2010 | 22            | Daume                                  |
| 23 | Kuragehime                                    | 15/10/2010 ~ 30/12/2010 | 11            | Brain's Base                           |
| 24 | Fractale                                      | 13/01/2011 ~ 31/03/2011 | 11            | A-1 Pictures ed Ordet                  |
| 25 | Hōrō Musuko                                   | 13/01/2011 ~ 31/03/2011 | 11            | AIC                                    |
| 26 | [C]                                           | 14/04/2011 ~ 23/06/2011 | 11            | Tatsunoko Production                   |
| 27 | Ano hana                                      | 14/04/2011 ~ 23/06/2011 | 11            | A-1 Pictures                           |
| 28 | Usagi Drop                                    | 7/07/2011 ~ 16/09/2011  | 11            | Production I.G                         |
| 29 | No. 6                                         | 7/07/2011 ~ 16/09/2011  | 11            | Bones                                  |
| 30 | Un-Go                                         | 13/10/2011 ~ 23/12/2011 | 11            | Bones                                  |
| 31 | Guilty Crown                                  | 13/10/2011 ~ 23/3/2012  | 22            | Production I.G                         |
| 32 | Thermae Romae                                 | 12/01/2012 ~ 26/01/2012 | 3             | Dream Link Entertainment (DLE)         |
| 33 | Black Rock Shooter                            | 2/02/2012 ~ 23/3/2012   | 8             | Ordet e Sanzigen                       |
| 34 | Sakamichi no Apollon                          | 12/04/2012 ~ 12/06/2012 | 12            | MAPPA e Tezuka Productions             |
| 35 | Tsuritama                                     | 12/04/2012 ~ 12/06/2012 | 12            | A-1 Pictures                           |
| 36 | Moyashimon Returns                            | 5/07/2012 ~ 13/09/2012  | 11            | Shirogumi e Telecom Animation Film     |
| 37 | Natsuyuki Rendezvous                          | 5/07/2012 ~ 13/09/2012  | 11            | Doga Kobo                              |
| 38 | Psycho-Pass                                   | 11/10/2012 ~ 21/03/2013 | 22            | Production I.G                         |
| 39 | Robotics;Notes                                | 11/10/2012 ~ 21/03/2013 | 22            | Production I.G                         |
| 40 | Katanagatari                                  | 11/04/2013 ~ 27/06/2013 | 12            | White Fox                              |
| 41 | Silver Spoon                                  | 11/07/2013 ~ 19/09/2013 | 11            | A-1 Pictures                           |
| 42 | Galilei Donna                                 | 10/10/2013 ~ 19/12/2013 | 11            | A-1 Pictures                           |
| 43 | Samurai Flamenco                              | 10/10/2013 ~ 27/03/2014 | 22            | Manglobe                               |
| 44 | Silver Spoon 2                                | 09/01/2014 ~ 27/03/2014 | 11            | A-1 Pictures                           |
| 45 | Ping Pong The Animation                       | 10/04/2014 ~ 19/06/2014 | 11            | Tatsunoko Production                   |
| 46 | Ryūgajō nanana no maizōkin                    | 10/04/2014 ~ 19/06/2014 | 11            | A-1 Pictures                           |
| 47 | Zankyō no terror                              | 10/07/2014 ~ 25/09/2014 | 11            | MAPPA                                  |
| 48 | Psycho-Pass 2                                 | 09/10/2014 ~ 18/12/2014 | 11            | Tatsunoko Production                   |
| 49 | Shigatsu wa kimi no uso                       | 09/10/2014 ~ 19/03/2015 | 22            | A-1 Pictures                           |
| 50 | Saenai heroine no sodatekata                  | 08/01/2015 ~ 26/03/2015 | 13            | A-1 Pictures                           |
| 51 | Punch Line                                    | 09/04/2015 ~ 25/06/2015 | 12            | MAPPA                                  |
| 52 | Ranpo kitan: Game of Laplace                  | 02/07/2015 ~ 17/09/2015 | 11            | Lerche                                 |
| 53 | Subete ga F ni naru                           | 08/10/2015 ~ 18/12/2015 | 11            | A-1 Pictures                           |
| 54 | Boku dake ga inai machi                       | 07/01/2016 ~ 25/03/2016 | 12            | A-1 Pictures                           |
| 55 | Kōtetsujō no kabaneri                         | 08/04/2016 ~ 30/06/2016 | 12            | Wit Studio                             |
| 56 | Battery                                       | 14/07/2016 ~ 22/09/2016 | 11            | Zero-G                                 |
| 57 | Fune o amu                                    | 13/10/2016 ~ 22/12/2016 | 11            | Zexcs                                  |
| 58 | Kuzu no honkai                                | 12/01/2017 ~ 30/03/2017 | 12            | Lerche                                 |
| 59 | Saenai heroine no sodatekata ♭                | 13/04/2017 ~ 22/06/2017 | 12            | A-1 Pictures                           |
| 60 | Dive!!                                        | 06/07/2017 ~ 21/09/2017 | 12            | Zero-G                                 |
| 61 | Inuyashiki                                    | 12/10/2017 ~ 21/12/2017 | 11            | MAPPA                                  |
| 62 | Come dopo la pioggia                          | 11/01/2018 ~ 29/03/2018 | 12            | Wit Studio                             |
| 63 | Otaku ni koi wa muzukashii                    | 11/04/2018 ~ 22/06/2018 | 11            | A-1 Pictures                           |
| 64 | Banana Fish                                   | 05/07/2018 ~ 20/12/2018 | 24            | MAPPA                                  |
| 65 | The Promised Neverland                        | 11/01/2019 ~ 28/03/2019 | 12            | CloverWorks                            |
| 66 | Sarazanmai                                    | 11/04/2019 ~ 20/06/2019 | 11            | MAPPA, Lapin Track                     |
| 67 | Given                                         | 11/07/2019 ~ 19/09/2019 | 11            | Lerche                                 |
| 68 | Psycho-Pass 3                                 | 24/10/2019 ~ 12/12/2019 | 8             | Production I.G.                        |
| 69 | Uchitama?! Have you seen my Tama?             | 09/01/2020 ~ 19/03/2020 | 11            | MAPPA, Lapin Track                     |
| 70 | The Millionaire Detective Balance: Unlimited  | 09/04/2020 ~ 24/09/2020 | 11            | CloverWorks                            |
| 71 | 2.43: Seiin High School Boys Volleyball Team  | 8/01/2021 ~ 25/03/2021  | 12            | David Production                       |
| 72 | The Promised Neverland 2                      | 8/01/2021 ~ 25/03/2021  | 11 + speciale | CloverWorks                            |
| 73 | Backflip!!!                                   | 9/04/2021 ~ 25/06/2021  | 12            | Zexcs                                  |
| 74 | The Idaten Deities Know Only Peace            | 22/07/2021 ~ 30/09/2021 | 11            | MAPPA                                  |
| 75 | Ranking of Kings                              | 15/10/2021 ~ 25/03/2022 | 23            | Wit Studio                             |
| 76 | Yofukashi no uta                              | 08/07/2022 ~ 30/09/2022 | 13            | Liden Films                            |
| 77 | Lamù e i casinisti planetari - Urusei yatsura | 14/10/2022 ~ TBA        | 46            | David Production                       |